# Lera Lynn

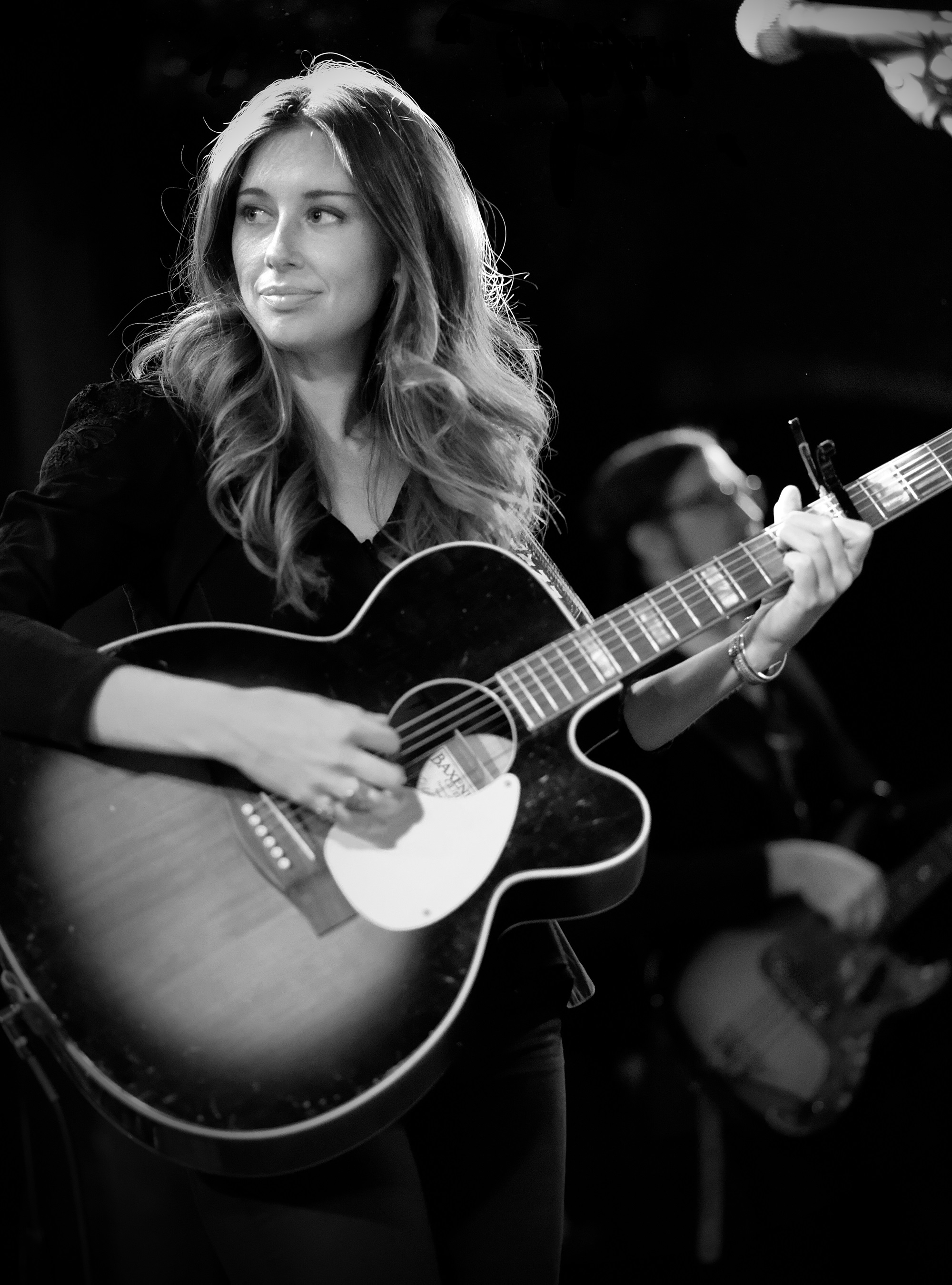
Lynn (2015).

Lera Lynn (* 5. Dezember 1984 in Houston, Texas) ist eine US-amerikanische Singer-Songwriterin. Sie ist in Georgia aufgewachsen.

## Karriere
2014 begann Lera Lynn, mit dem Songwriter und Musikproduzenten T-Bone Burnett Musik für die HBO-Serie True Detective zu schreiben. Sie trat ebenfalls mehrere Male in der Bar „The Black Rose“ auf, die von den Protagonisten der Serie häufig besucht wird. Ihr 2014 selbst veröffentlichtes Album The Avenues wurde vom Rolling Stone auf Platz 33 der 40 Best Country Albums of 2014 gewählt.

## Diskographie

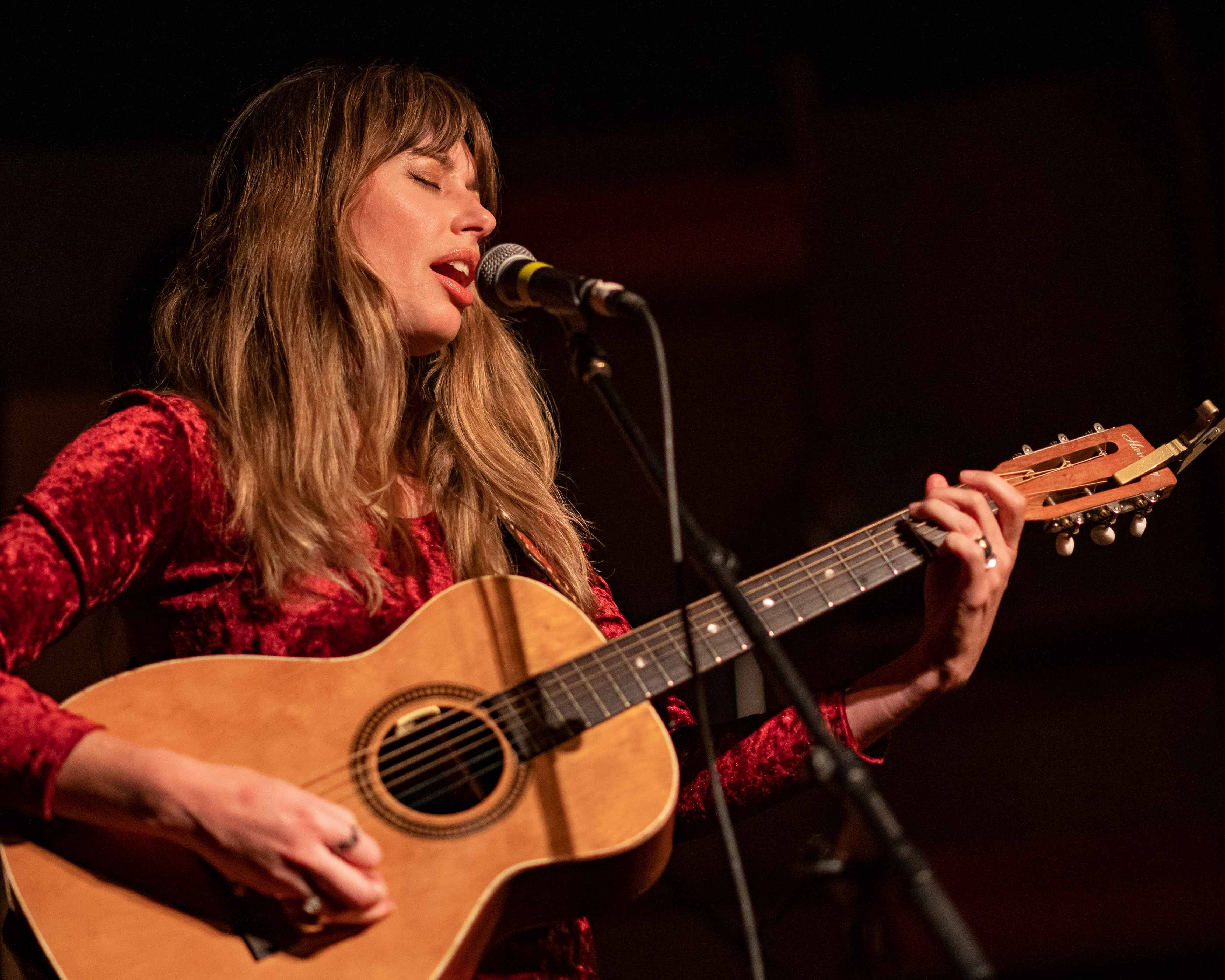
Lera Lynn, 2022

### Alben
- 2011: Have You Met Lera Lynn?
- 2014: The Avenues
- 2016: Resistor
- 2018: Plays Well With Others (A Duets Album)
- 2020: On My Own
- 2021: Live & Unplugged From Vinyl Tap
- 2022: Something More Than Love

### Singles & EPs
- 2012: Ring Of Fire
- 2013: Lying In The Sun (EP)
- 2019: Dark Horse
- 2020: Love One Another